# Kostel svatého Marka (Hvar)
Bývalý kostel svatého Marka s dominikánským klášterem (chorvatsky Zvonik i ostatci crkve sv. Marka) je kostel ve městě Hvaru na ostrově Hvar v Chorvatsku. Jedná se o chorvatskou kulturní památku číslo Z-6773.

## Historie
Kostel a klášter je poprvé zmiňován v roce 1312. Kostel v současné podobě byl postaven v 16. - 17. století. Byl místem pohřbívání předních šlechtických rodin až do 18. století. Klášter byl uzavřen v době francouzské vlády nad ostrovem v roce 1807. V devatenáctém století bylo kněžiště kostela změněno na kapli.

## Galerie

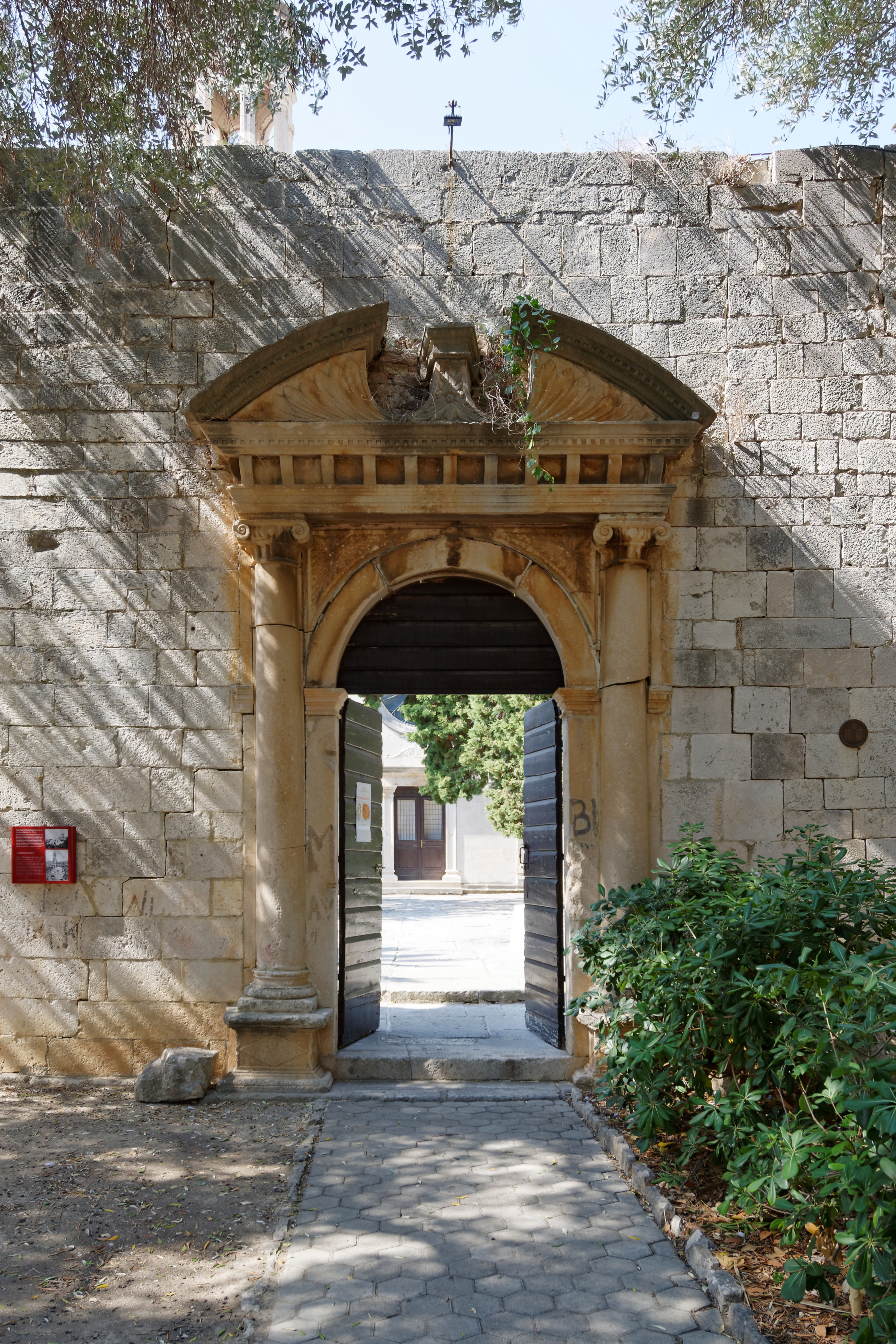
Portál původního kostela
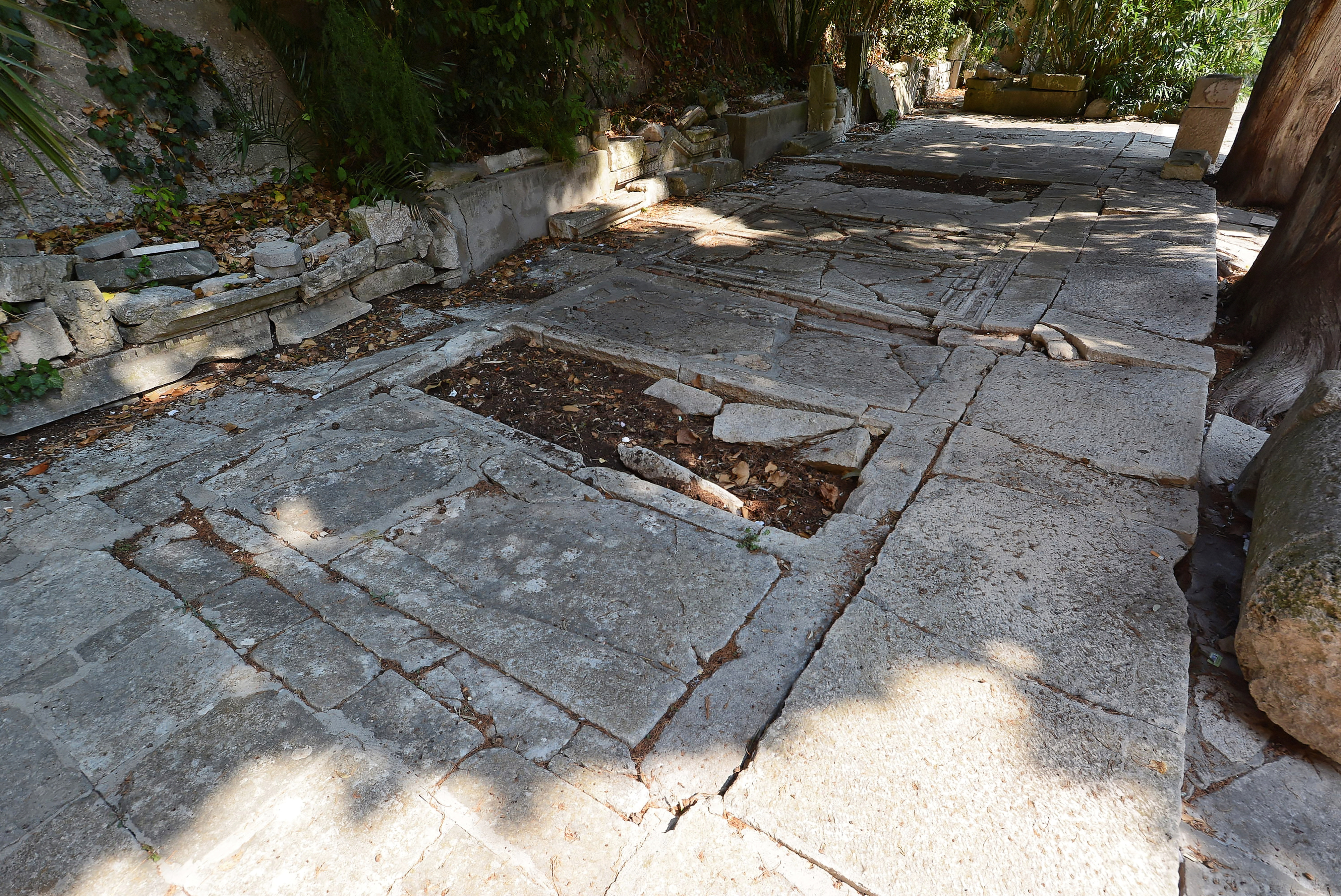
Náhrobky v původní lodi kostela
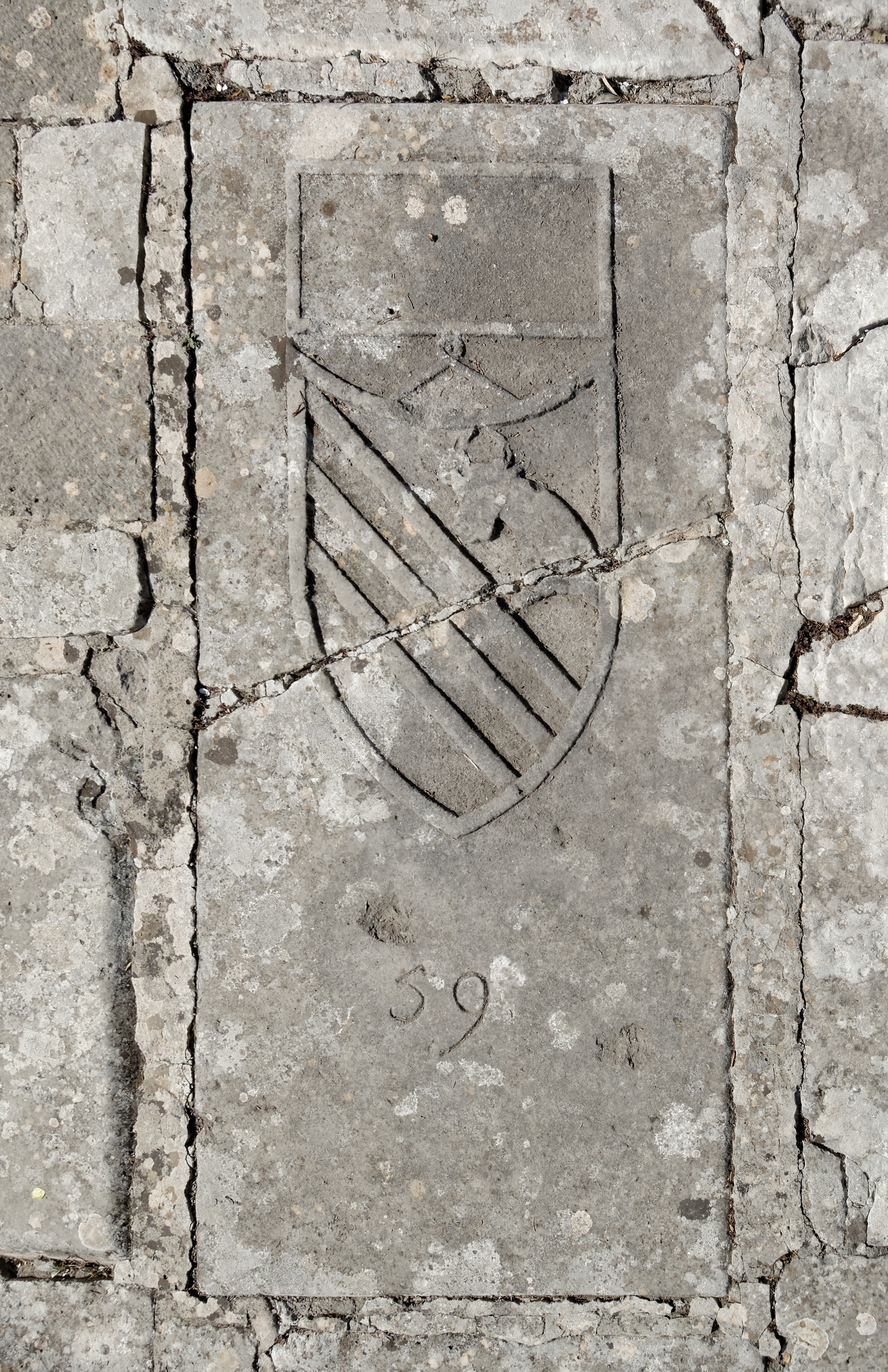
Náhrobek rodiny Hektorović
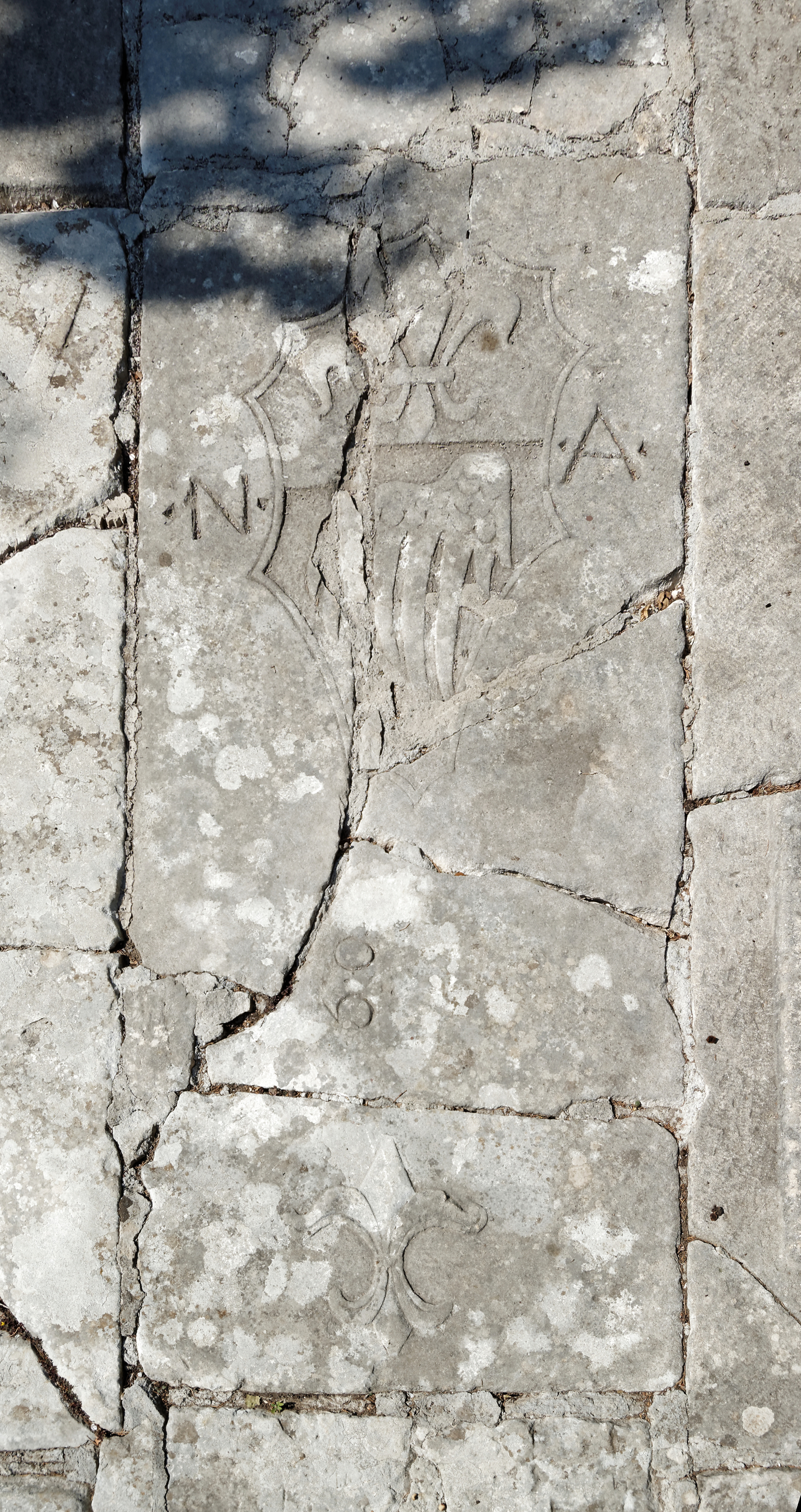
Náhrobek
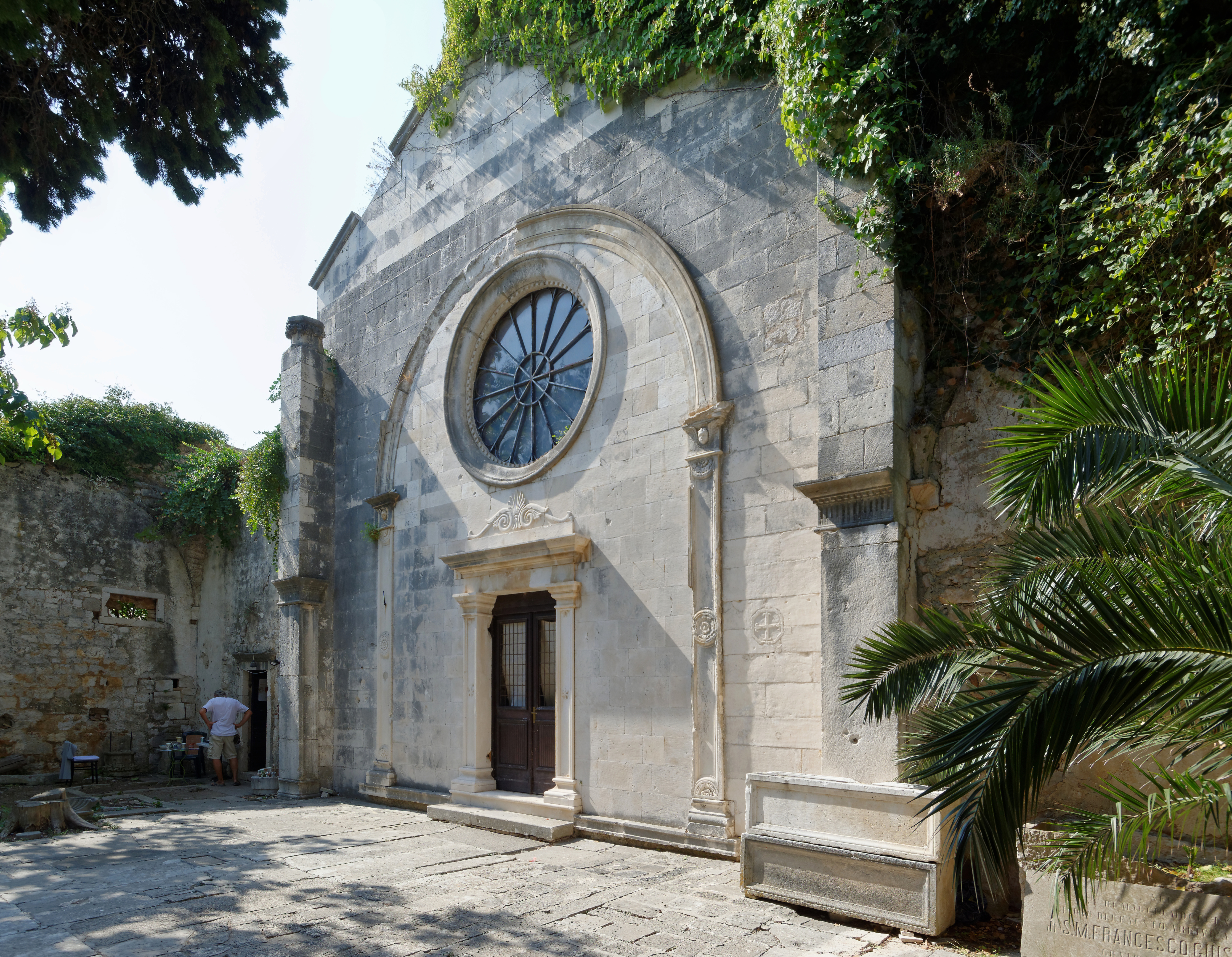
Východní průčelí současné kaple - bývalého kněžiště kostela